# Kaartpassen

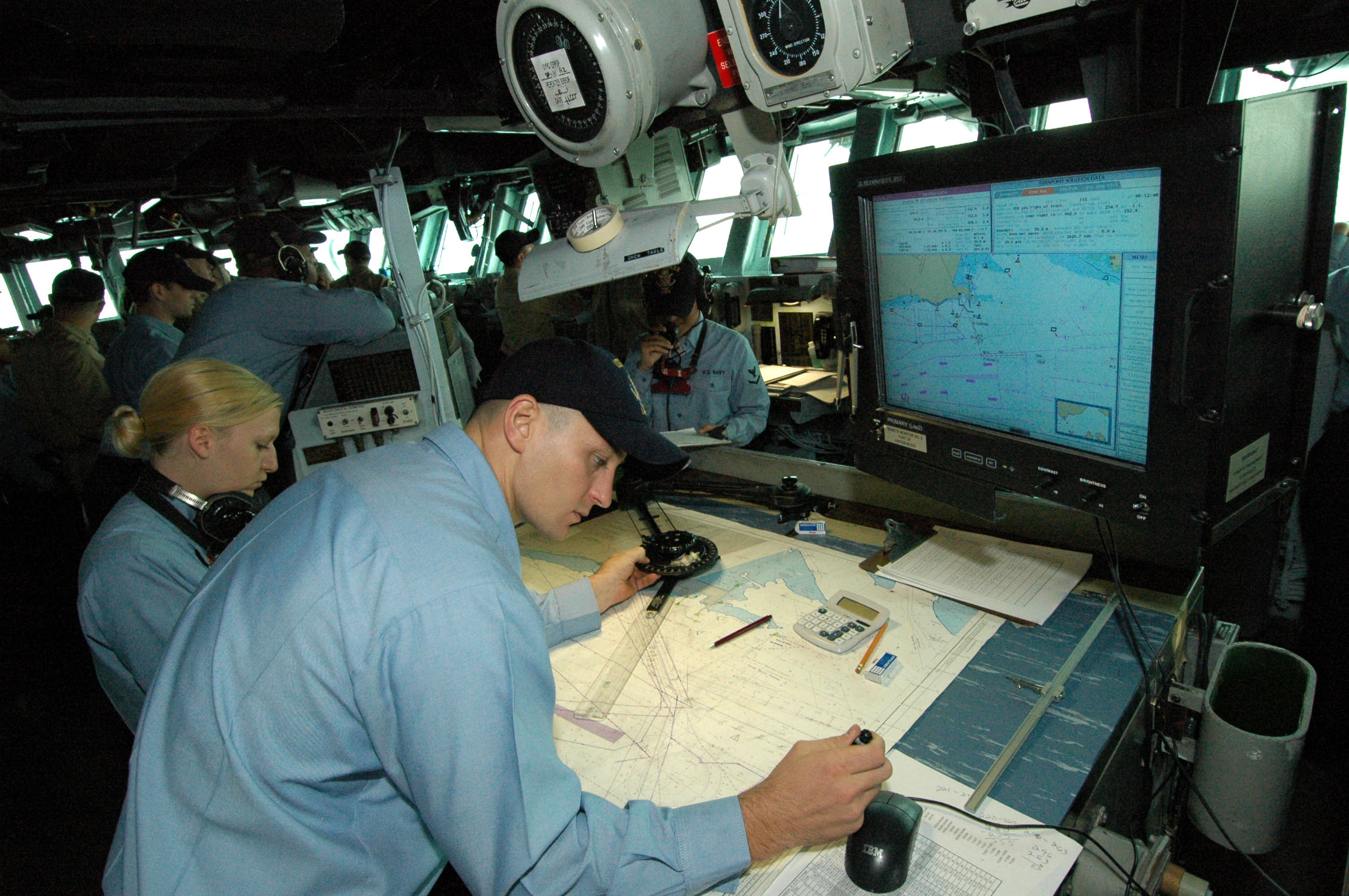
Kaartpassen op een Amerikaans marineschip

Kaartpassen is de term die men in de navigatie gebruikt om te werken met nautische kaarten. Zo berekent men koersen en afstanden om op een veilige manier de bestemming te bereiken. Ook worden hierbij diverse constructies gebruikt. Kaartpassen is in de navigatie zeer belangrijk want de reis moet op voorhand volledig gepland worden om alles zo veilig mogelijk te doen verlopen.

## Geschiedenis
Kaarten worden al zeer lang gemaakt en de vroegste kaarten dateren van al zo’n 3500 jaar geleden. Later, bij de oude Grieken vond men ook al kaarten terug van de Middellandse Zee. Maar de nautische kaart ontwikkelde zich pas later. Deze ontwikkelde zich pas op het einde van de 13e eeuw en werden Portolaanse kaarten genoemd. Later nam de nauwkeurigheid op de kaarten toe, eerst waren er veel details aan de kusten en later ook op zee. In de 16e eeuw was de komst van de mercatorprojectie een zeer belangrijke ontwikkeling. De moderne cartografie ontstond in 1795.

## Benodigdheden
Bij kaartpassen heeft men eerst en vooral een nautische kaart nodig die volledig gecorrigeerd is. Het is het best om in de navigatie te werken met de kaart die de grootste schaal heeft en dus het nauwkeurigste is. Er moet ook altijd rekening gehouden worden met de datum die op de kaart gebruikt wordt. Verder zijn potlood, gom, steekpasser, pleinschaal en passer nodig. Soms maakt men gebruik van publicaties als Norries Nautical Tables, Sailing Directions, Almanac en dergelijke. Het is belangrijk dat de kaartsymbolen juist geïnterpreteerd worden, die moeten dus gekend zijn.

## Constructies
Er zijn vele constructies om te werken op de kaart. Er zijn constructies om bijvoorbeeld een positie of een koers te bepalen, de Snelliusconstructie om een positie te vinden of het intercept om te weten waar een schip in nood gekruist zal worden, en nog vele andere. Verder houdt kaartpassen ook voyage planning in, wat wil zeggen dat men de hele reis voorbereidt. De reis wordt dan volledig door middel van koersen uitgestippeld en op voorhand wordt voorspeld hoe de reis er in normale omstandigheden zal gaan uitzien. Dit kan natuurlijk op ieder moment nog veranderen door bijkomende factoren, zoals bijvoorbeeld een storm die op komst is.